# Kraamschudden

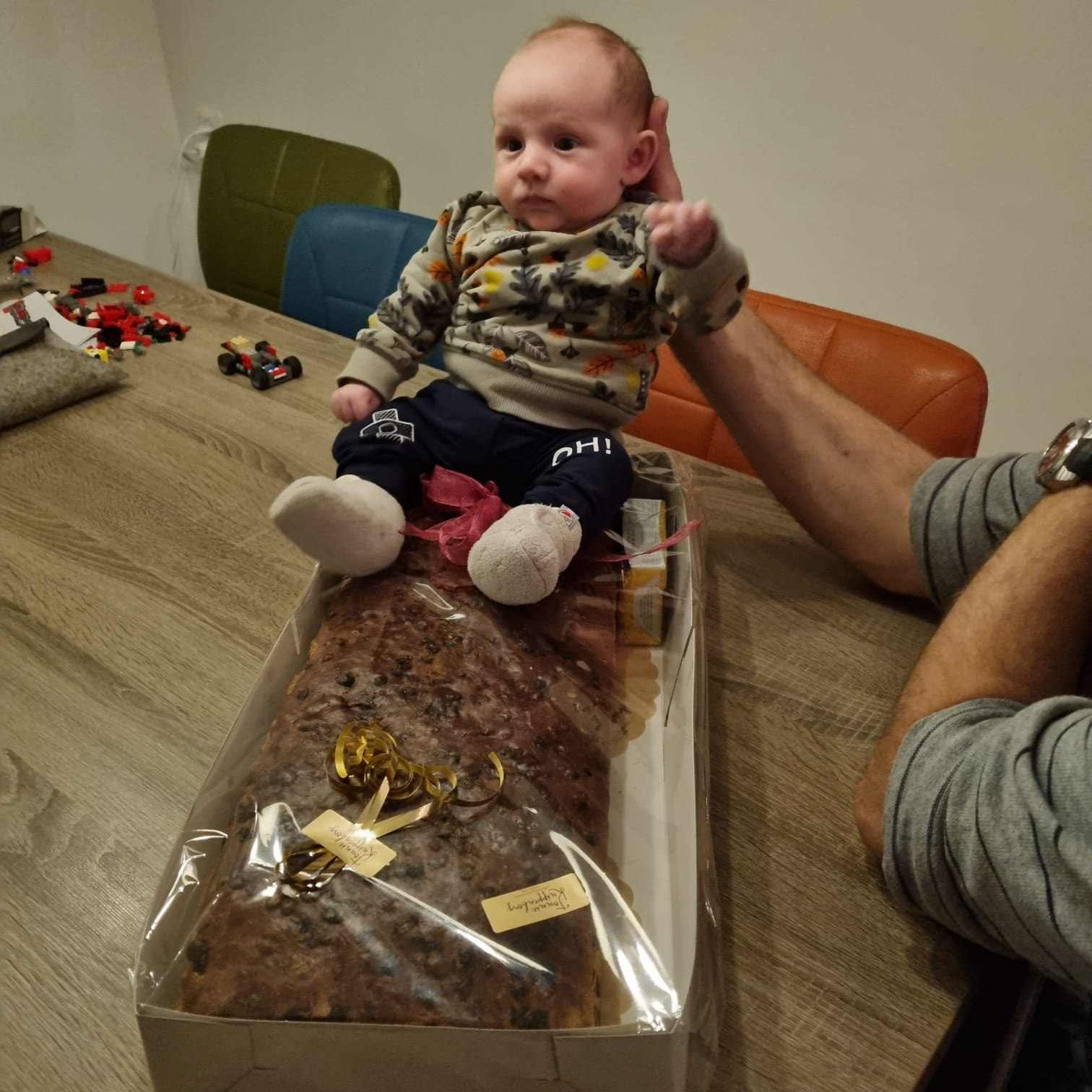
Kraamschudden, en het jonge kind op de krentewegge: in dit geval een halve meter wegge.

Het kraamschudden (Nedersaksisch kroamschudd'n, kroamschudden) is in oorsprong een traditioneel kraamfeest in het oosten van Nederland om het pasgeboren kind welkom te heten in de nabuurschap.

## Achtergrond
Centraal bij het kraamschudden is van oudsher het aanbieden van een krentenwegge, een lokale variant op het krentenbrood. In de Achterhoek staat het bekend als pillewegge en in Drenthe wel als plasse. Het brood staat symbool voor de opname van het nieuwgeboren kind binnen de noaberschap, een traditionele vorm van burenhulp. De krentenwegge kan flinke proporties aannemen zowel qua lengte als qua gewicht: de gebruikelijke lengte van het brood is circa anderhalve meter, maar zes meter is ook voorgekomen. Het is onbekend hoe oud deze traditie is, vroege vermeldingen stammen uit de 19e eeuw. Uit Vaassen, Gorssel en Hall zijn verhalen bekend dat er wel kleine klompjes in het brood werden meegebakken.
Het kraamschudden zelf vond traditioneel binnen tien dagen plaats. Het bezoek nam dan naast brood ook boter, koek, bloedwijn of bijvoorbeeld koffie, thee en suiker mee. Het kraamschudden ging gepaard met traditionele liedjes die gezongen werden om het kind te verwelkomen.